# Formazione di Fur

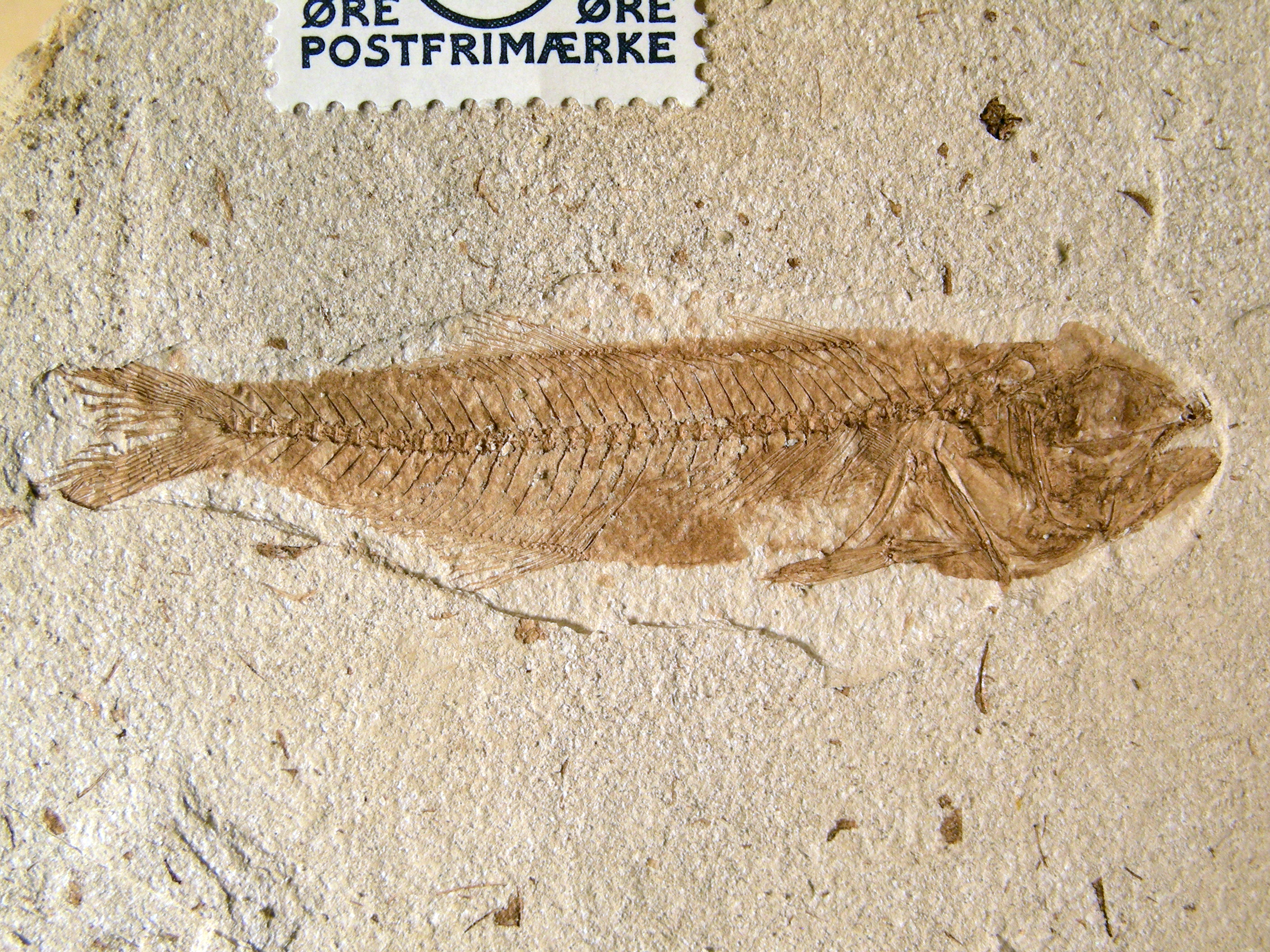
Pesce fossile dell'Eocene inferiore.

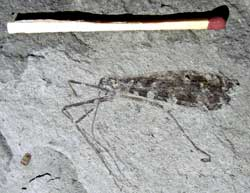
Insetto fossile della famiglia dei Panorpidae, l'ottimo stato di fossilizzazione ha preservato tracce della colorazione originaria delle ali.

La Formazione di Fur è un deposito marino di diatomee e minerali argillosi, dello spessore di circa 60 m, che si trova nell'isola danese di Fur (comune di Skive).
. Vi sono stati ritrovati numerosi fossili di pesci, insetti, rettili, uccelli e piante. La formazione di Fur si è depositata proprio sopra il livello di separazione Paleocene-Eocene, circa 54-55 milioni di anni fa; la sua flora tropicale e subtropicale indica che il clima successivo al massimo termico Paleocene-Eocene era ancora piuttosto caldo, con una temperatura stimata tra 4 e 8 gradi maggiore di quella attuale.
Questa formazione è suddivisa in due unità: il livello inferiore detto Knudeklint, dal nome di una località della stessa isola, e il livello superiore e denominato Silstrup, dal nome di un'altra località del distretto di Thisted.

## Strati di ceneri
Nei depositi argillosi della formazione di Fur, sono stati individuati più di 200 strati di cenere vulcanica di composizione prevalentemente basaltica; di questi, i 179 più rilevanti hanno ricevuta una numerazione distintiva. Un confronto con gli strati di ceneri dei pozzi petroliferi del Mare del Nord indica che i sedimenti di Fur sono coevi con la Formazione Sele e la Formazione Baldr del Mare del Nord. Simili strati di ceneri sono stati trovati anche in altri siti della Danimarca, in Inghilterra e nella Baia di Biscayne.

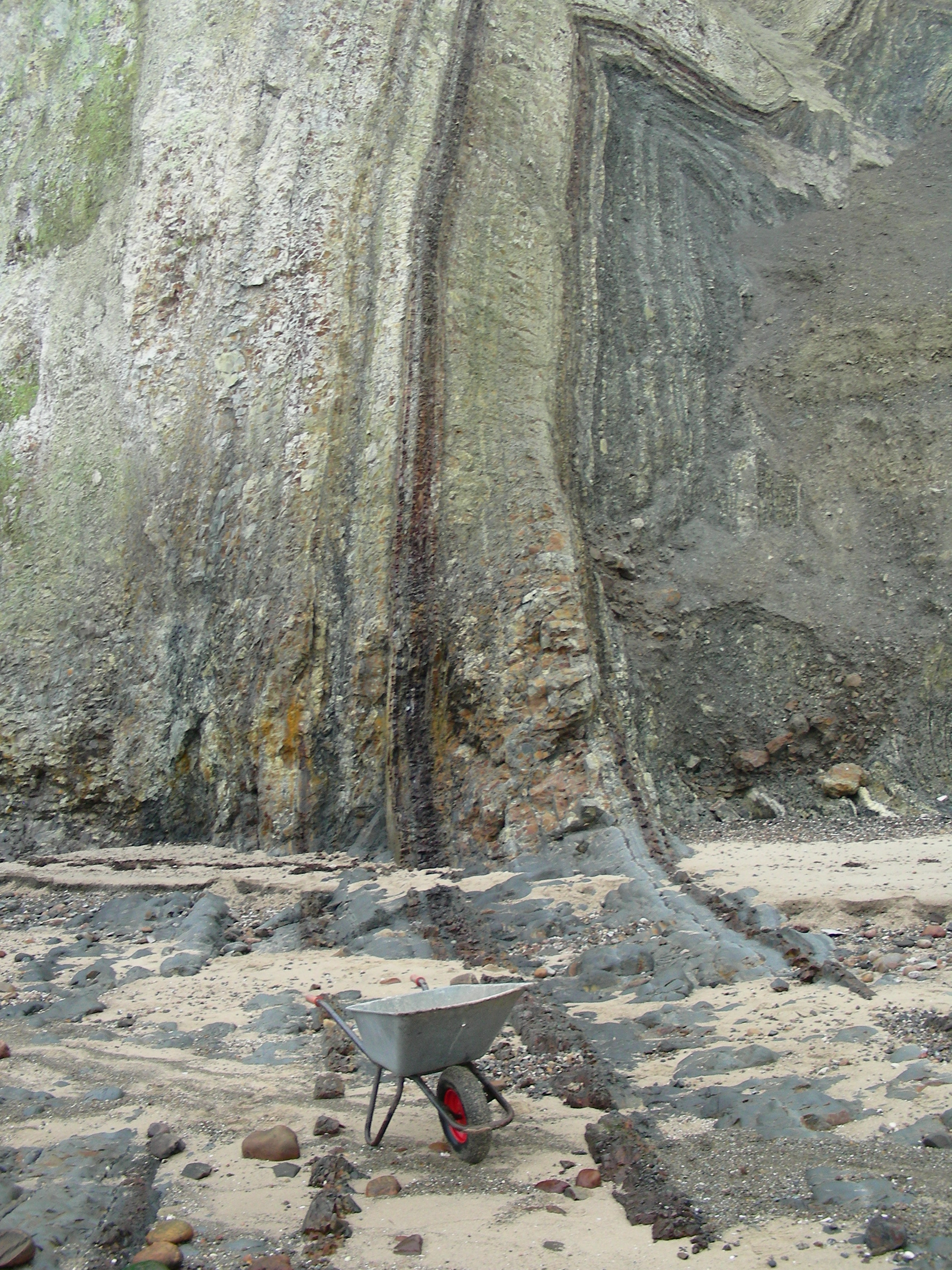
Scogliera costiera nell'isola di Fur: visibili gli strati di ceneri e argille.